# 21742 Рейчелскотт
21742 Рейчелскотт (21742 Rachaelscott) — астероїд головного поясу, відкритий 9 вересня 1999 року.
Тіссеранів параметр щодо Юпітера — 3,314.